# Pirmasens Hauptbahnhof
Pirmasens Hauptbahnhof ist der einzige Bahnhof auf dem Gebiet der rheinland-pfälzischen Mittelstadt Pirmasens. Er verfügt über drei Bahnsteiggleise. Der Bahnhof liegt im Verbundgebiet des Verkehrsverbundes Rhein-Neckar (VRN) in der Tarifzone 700. Die Anschrift des Bahnhofs lautet Bahnhofstraße 50.
Er wurde am 25. November 1875 als Endpunkt der zeitgleich mit der Strecke Landau–Zweibrücken eröffneten Stichbahn eröffnet, die ihren Ausgangspunkt am eigens errichteten Abzweigbahnhof Biebermühle (seit 1938: Pirmasens Nord) nahm. In den Jahren 1904 und 1913 wurde die auch Biebermühlbahn genannte Strecke in nördlicher Richtung nach Kaiserslautern durchgebunden. Sein derzeitiges Erscheinungsbild besitzt der Bahnhof seit 2002.

## Geografische Lage
Der Bahnhof liegt circa einen Kilometer von der Innenstadt entfernt. Parallel zu ihm verläuft die Bahnhofstraße. In nächster Umgebung befinden sich das Hauptgebäude der Feuerwehr Pirmasens und das Kulturforum Alte Post. Der Anschlussbahnhof Pirmasens Nord liegt auf der Gemarkung von Thaleischweiler-Fröschen, der Hauptbahnhof ist somit die einzige Bahnstation, die tatsächlich im Stadtgebiet von Pirmasens liegt.
Der Hauptbahnhof ist lediglich über eine heute nur noch eingleisige und nicht elektrifizierte Nebenbahn angebunden. Diese zur Biebermühlbahn gehörende Stichstrecke verbindet den Hauptbahnhof mit dem knapp sieben Kilometer nördlich gelegenen Bahnhof Pirmasens Nord.

## Geschichte

### Erste Bestrebungen eines Bahnanschlusses von Pirmasens (1860–1866)
Erste Bestrebungen, eine Bahnverbindung bis nach Pirmasens zu schaffen, gehen bis in die 1860er Jahre zurück. Ein erster Entwurf aus dem Jahr 1864 sah eine Streckenführung von Kaiserslautern über die die Vogelweh, Hohenecken, Schopp, die Biebermühle und Rodalben vor.
1866 folgte ein weiterer Entwurf, der weitestgehend dem heutigen Streckenverlauf entsprach. Bayern, in dessen Rheinkreis sich die geplante Verbindung befand, gab einer zeitgleich geplanten Strecke von Landau nach Zweibrücken jedoch Vorrang, da diese als Transitstrecke für Kohle aus der Saarregion fungieren solle. Eine geplante Verbindung zwischen Kaiserslautern und Pirmasens hielt das Handelsministeriums aufgrund der Topographie und der dünnen Besiedlung nicht für sinnvoll.
Nun erhoffte sich die Stadt Pirmasens im Zuge der geplanten Ost-West-Magistrale einen Anschluss an das Eisenbahnnetz. Die beteiligten Ingenieure planten einen Streckenverlauf über die Schuhstadt und Hengsberg, der anschließend entweder über Dellfeld und Contwig oder entlang der Felsalb über Walshausen, Hornbach und Ixheim nach Zweibrücken verlaufen sollte. Bald stellte sich jedoch heraus, dass aufgrund des schwierigen Geländes des Pfälzerwaldes die Baukosten sich auf mehr als 13 Millionen belaufen würden. Ein vom entsprechenden Komitee engagierter Ingenieur aus Reichenhall legte deshalb nahe, die Strecke nicht über die Schuhstadt zu führen. Stattdessen sollte die Bahn entlang der Rodalb und des Schwarzbach verlaufen und entweder von Rodalben oder der Biebermühle aus eine Stichstrecke errichtet werden.

### Planung, Bau und Eröffnung (1866–1875)

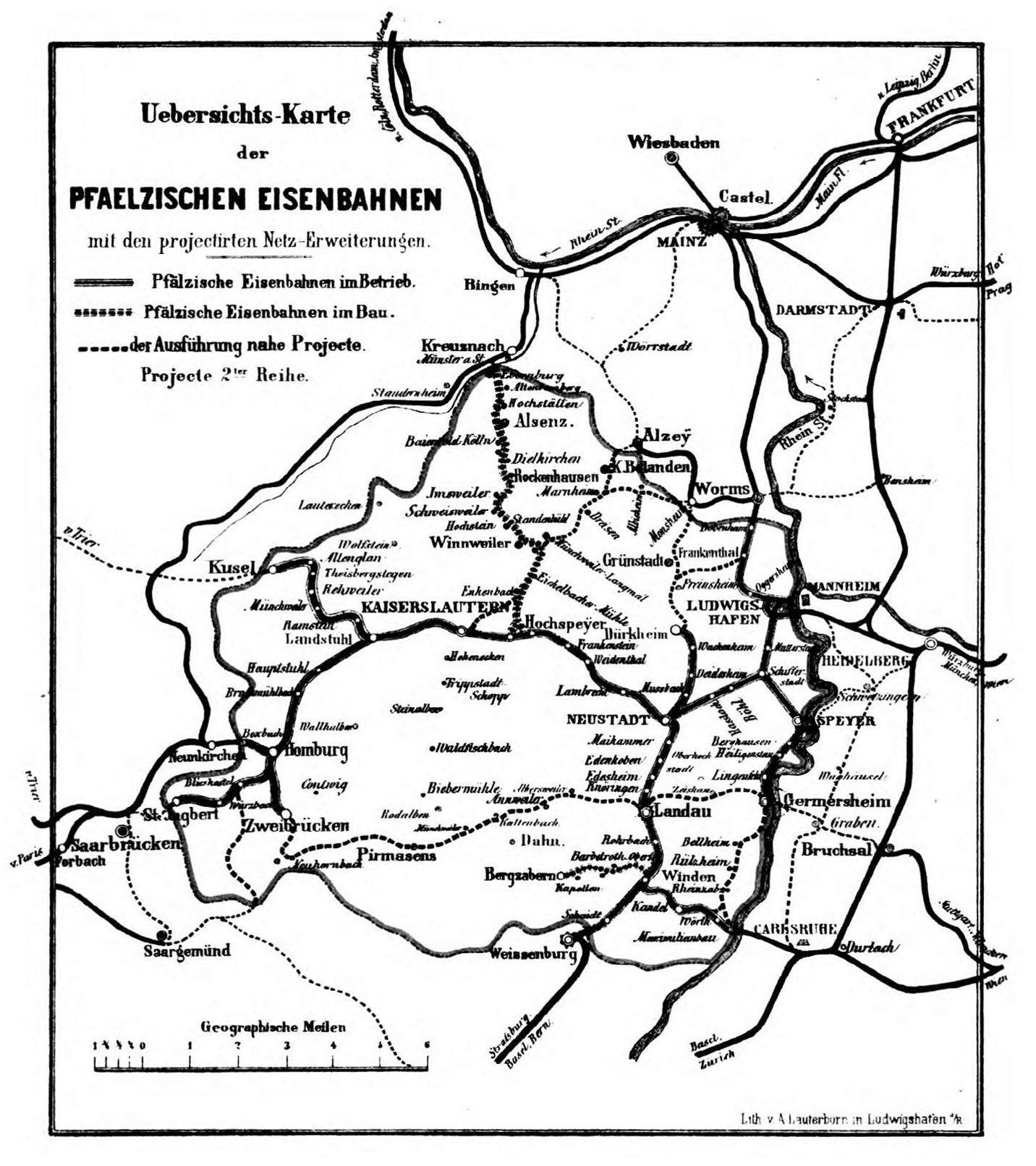
Anfangs projektierter Verlauf der Ost-West-Strecke über Pirmasens, welcher nicht ausgeführt wurde

Daraufhin gab es innerhalb der Stadt heftige Diskussionen. Im Stadtrat vertraten einige Mitglieder die Ansicht, dass eine Stichbahn die Stadt wirtschaftlich erheblich schwächen würde. Obwohl hinsichtlich der Ablehnung der Variante mit der Zweigstrecke Konsens herrschte, gab es hinsichtlich des Standorts des Bahnhofs unterschiedliche Ansichten. Diese Tatsache spiegelte sich entsprechend in der Eingabe an die bayerische Staatsregierung wider.
Die erste Variante sollte entlang der Straße Kaltenbach–Münchweiler–Hombrunnerhof verlaufen. Dabei war vorgesehen, den Bahnhof im Dankelsbachtal zu errichten und die Stadt anschließend aufwändig zu untertunneln. Entlang des Blümels- und des Elsbachs sollten die Waldhäusermühle, Dusenbrücken und Hornbach passiert werden, bevor Zweibrücken erreicht würde. Sie wurde bereits vorzeitig fallen gelassen. Die zweite Variante verlief weiter südlich von Kaltenbach über Ruppertsweiler mit einem Tunnel am Mordloch und einem Bahnhof in der Nähe von Niedersimten. Von dort aus war ein Verlauf entlang der Felsalb bis nach Hornbach vorgesehen. Die bayerische Regierung favorisierte jedoch die Anbindung über eine Stichstrecke. Die Mehrheit des Stadtrates votierte schließlich mit 24:14 Stimmen für den Regierungsentwurf, da ein Bahnhof im Bereich von Niedersimten nicht als Direktanbindung betrachtet werden könne und darüber hinaus eine spätere Verbindung nach Kaiserslautern keine Realisierungschancen mehr gehabt hätte.
Die Stichbahn sollte am Weiler Biebermühle, an dem eigens ein Abzweigbahnhof entstehen sollte, von der geplanten Hauptbahn abzweigen und hauptsächlich entlang des Steinbachs verlaufen, um danach in einem Tunnel die Wasserscheide zum Blümelsbach zu überwinden. Am nördlichen Stadtrand in der Nähe des Exerzierplatz sollte sie nach rund sieben Kilometern enden. Am 25. November 1875 wurde sie zusammen mit dem Hauptbahnabschnitt Annweiler–Zweibrücken eröffnet. Betreiber war die Pfälzische Ludwigsbahn-Gesellschaft, welche bereits 1870 durch die Fusion mit den übrigen pfälzischen Privatbahnen Bestandteil der Pfälzischen Eisenbahnen geworden war.

### Entwicklung bis zum Ersten Weltkrieg (1875–1918)
Die Bestrebungen, eine Durchbindung der Pirmasenser Strecke bis nach Kaiserslautern zu forcieren, kamen jedoch nicht zum Erliegen. Schon in den 1860er Jahren hatte der Distriktsrat von Waldfischbach die Festlegung der Trasse der Strecke Landau–Zweibrücken kritisiert. 1872 erhielten die Pfälzischen Eisenbahnen eine Anfrage der Stadt Kaiserslautern, die sich auf die geplante Verbindung nach Pirmasens bezog. Deren Direktor Albert von Jäger entgegnete, dass die Organisation so viele Projekte zu bewältigen habe, dass die Strecke nicht realisiert werden könne. Eine weitere – ebenfalls erfolglose Anfrage – stammt aus dem Jahr 1887.
Um die Jahrhundertwende wurde der bis dahin kleine Bahnhof neu errichtet, weil er für den Zugverkehr zu klein geworden war. In diesem Zusammenhang erhielt er unter anderem ein neues Empfangsgebäude.
1902 folgte die Konzessionsurkunde des Abschnitts Biebermühle–Waldfischbach. Nach rund einjähriger Bauzeit wurde der entsprechende 5,13 Kilometer Abschnitt am 1. Juni 1904 in Betrieb genommen. 1913 wurde am 1. August der Lückenschluss Waldfischbach–Kaiserslautern vollzogen.

### Zwischenkriegszeit (1918–1939)
Am 1. April 1920 wurde die Strecke Eigentum der Deutschen Reichsbahn. 1922 erfolgte die Eingliederung der Strecke in die neu gegründete Reichsbahndirektion Ludwigshafen. 1923 bis November 1924 Betriebsführung durch Frankreich als Regiebehörde als Folge rückständiger Reparationsleistungen, die wegen der deutschen Niederlage im Ersten Weltkrieg geleistet werden mussten. Im Zuge der Auflösung der Ludwigshafener Direktion wechselte die Biebermühlbahn zum 1. April 1937 in den Zuständigkeitsbereich der Direktion Saarbrücken.
Im August 1928 wurde westlich der bisherigen Gleisanlagen ein sogenannter Post- und Güterbahnhof freigegeben. 1938 erfolgte zeitgleich mit der Umbenennung des Bahnhofs Biebermühle in Pirmasens Nord eine Änderung der Bezeichnung in Pirmasens Hauptbahnhof. Trotzdem war letztere stets die einzige Bahnstation innerhalb von Pirmasens.
In den 1930er Jahren war außerdem vorgesehen, die Leistungsfähigkeit zwischen dem Pirmasenser Hauptbahnhof und dem Bahnhof Pirmasens Nord zu steigern. Das zweite Gleis sollte dabei eine gesonderte Trasse erhalten. Dabei standen insgesamt drei Optionen zur Auswahl. Eine sollte über Petersberg führen und ohne Tunnel auskommen. Die zweite sollte zunächst parallel zur Bestandsstrecke, diese kurz vor dem Fehrbacher Tunnel überqueren und schließlich einen 400 Meter langen Tunnel erhalten, in dem sie ansteigt. Die dritte Variante, die die Reichsbahn schließlich umsetzte, verlief annähernd parallel zur alten Strecke, stieg jedoch schneller an und erhielt einen Tunnel, der sich parallel zum alten befand. 1939 folgte die Inbetriebnahme. Die Baukosten beliefen sich dabei auf 5,6 Millionen Reichsmark. Zeitgleich erfuhr der Güterbahnhof eine Erweiterung um mehrere Gleise.

### Zweiter Weltkrieg und Deutsche Bundesbahn (1939–1993)

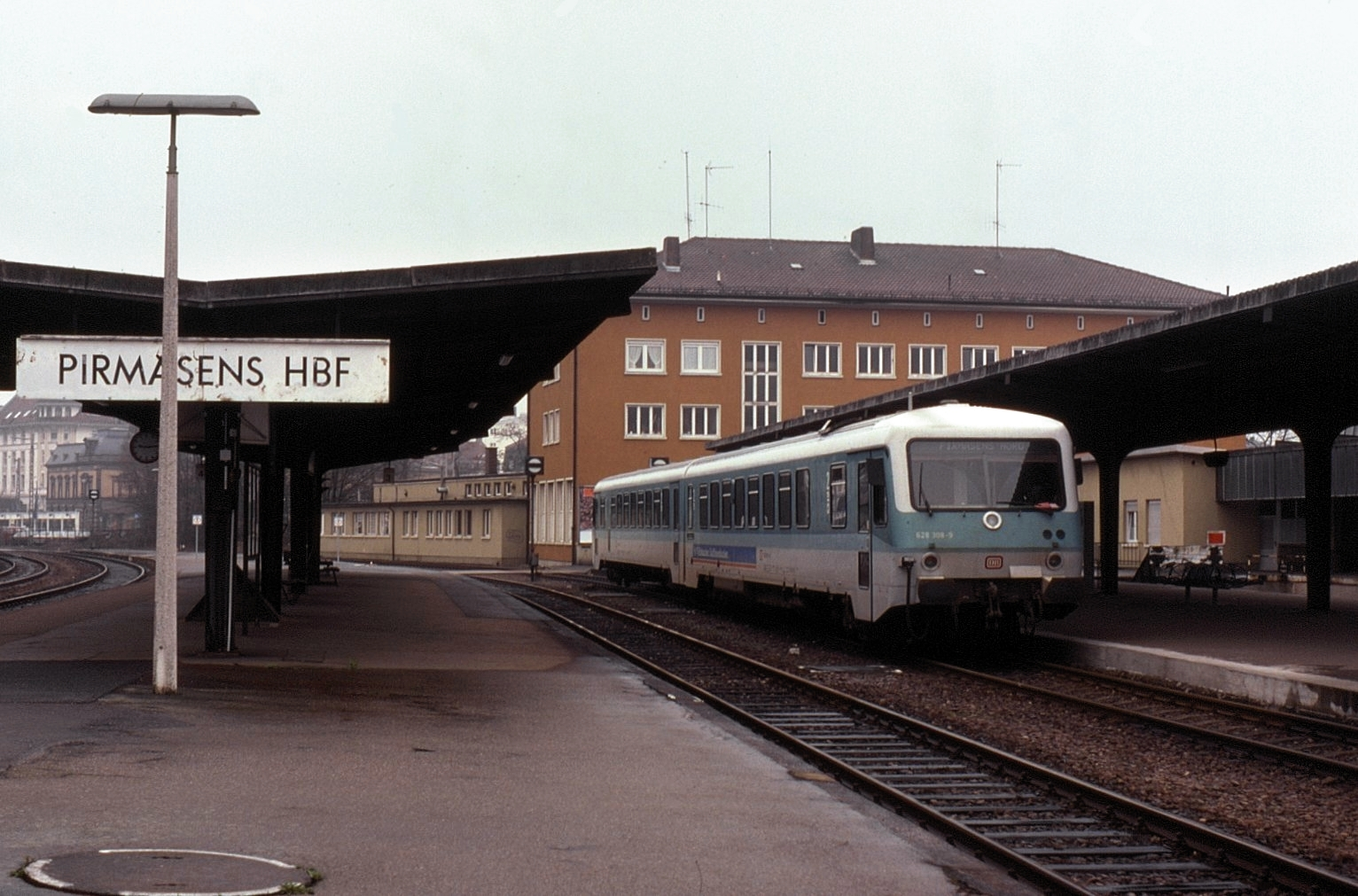
Pirmasens Hauptbahnhof im Jahr 1993

Der Hauptbahnhof erhielt 1941 einen Lokomotivbahnhof samt Bekohlungsanlage. Nur vier Jahre später wurde das Empfangsgebäude gegen Ende des Zweiten Weltkriegs bei mehreren Bombenangriffen stark zerstört. Außerdem war der Abschnitt Pirmasens Nord–Pirmasens Hauptbahnhof als Folge der Kampfhandlungen nach Kriegsende an vier Stellen unterbrochen; die Schäden konnten rasch behoben werden. Ein Jahr später war durchgängiger Verkehr bis Kaiserslautern wieder möglich.
Zum 1. April 1947 gelangte der Pirmasenser Hauptbahnhof zur Eisenbahndirektion Mainz, da die angestammte Direktion in Saarbrücken, aufgrund der Abspaltung des Saarlandes von Deutschland, nun im „Ausland“ lag.
Beim Wiederaufbau des Empfangsgebäudes 1952 bis 1962 wurde entschieden, die bisherige Seitenlage aufzugeben und das neue Gebäude in Kopflage zu errichten. Statt drei erhielt der Bahnhof nun fünf Bahnsteiggleise, denen sich auch ein neuer Postbahnhof an der Südseite des Bahnhofs anschloss. 1960 folgte die planmäßige Außerbetriebnahme der älteren Strecke nach Pirmasens Nord, dem sogenannten „Talgleis“. Offiziell stillgelegt wurde es 1996. Seit dem 1. Mai 1972 bis zur Gründung der Deutschen Bahn AG im Jahr 1994 gehörte der Hauptbahnhof zur Bundesbahndirektion (BD) Saarbrücken. Am 25. September 1975 gelangte außerdem der letzte im Regelbetrieb verkehrende Dampfzug in den Bahnhof.
1991 endete die Bedienung mit Kurswagen, die seit den 1970er-Jahren mögliche, umsteigefreie Verbindung mit Dortmund endete. Gleiches galt für Relationen aus Tübingen oder Würzburg in den 1960ern.
Zudem verkehrten immer wieder Messesonderzüge zum Pirmasenser Hauptbahnhof, so beispielsweise am 11. Mai 1982.

### Deutsche Bahn (seit 1994)
Ende 1994 endete vor Ort der Postbetrieb per Bahn. Seither wird er über die Straße abgewickelt. Eine Demontage der entsprechenden Gleise blieb jedoch zunächst aus.
1999 wurde schließlich der nördlich vom Personenbahnhof gelegene Güterbahnhof Pirmasens geschlossen, sodass 2001 mit einer Modernisierung des Bahnhofs begonnen werden konnte. Dabei wurden die fünf Gleise wieder auf drei Gleise reduziert. Ein Umsetzen von Fahrzeugen ist nun nicht mehr möglich. Hinter dem Bahnhofsgebäude wurde in Reminiszenz der vormals umfangreichen Gleisanlagen ein Prellbock aufgestellt. Am 22. November 2002 fand anlässlich des Abschlusses der Umbauarbeiten die offizielle Einweihung statt. Einen Tag später wurden die Weichen zum nun nicht mehr existierenden Güterbahnhof und zum Talgleis ausgebaut.
Im Jahr 2000 wurde der Bahnhof außerdem wie die gesamte Westpfalz zunächst Teil des Westpfalz-Verkehrsverbundes (WVV), ehe dieser sechs Jahre später im Verkehrsverbund Rhein-Neckar (VRN) aufging.
Anlässlich des Rheinland-Pfalz-Tags, der von 21. bis 23. Juni 2013 in Pirmasens stattfand, verkehrten lokbespannte Doppelstock-Züge im Halbstundentakt bis Kaiserslautern. Gleichzeitig fuhren die Züge aus Landau und Saarbrücken lediglich bis Pirmasens Nord.

## Verkehr

### Personenverkehr
In den ersten Jahrzehnten pendelten die meisten Personenzüge zwischen Pirmasens und der Biebermühle, einige fuhren bis nach Zweibrücken. Nach der Vollendung der Biebermühlbahn im Jahr 1913 gab es sieben durchgehende Zugpaare nach Kaiserslautern, von denen eines über die Donnersbergbahn bis nach Mainz und eines über die Zellertalbahn bis nach Darmstadt geführt wurde. Daneben existierten Züge die lediglich zwischen Pirmasens und Waldfischbach fuhren.
Kamen seit den 1930er Jahren vor den lokbespannten Zügen meistens nur Dampfloks der Baureihe 86 zum Einsatz, die zumeist bayrische und pfälzische Loktypen ablösten, verlagerte sich der Personenverkehr in den 60er Jahren auf Schienenbusse der Baureihen VT 95 und VT 98. Ende 1987 wurden diese von Dieseltriebzügen der Baureihe 628.2 abgelöst. Diese wurden wiederum von Zügen der Baureihen 642 bzw. 643 ersetzt. Von 1987 bis 1992 begann an Sonn- und Feiertagen der Zugverkehr im Bahnhof erst nachmittags.

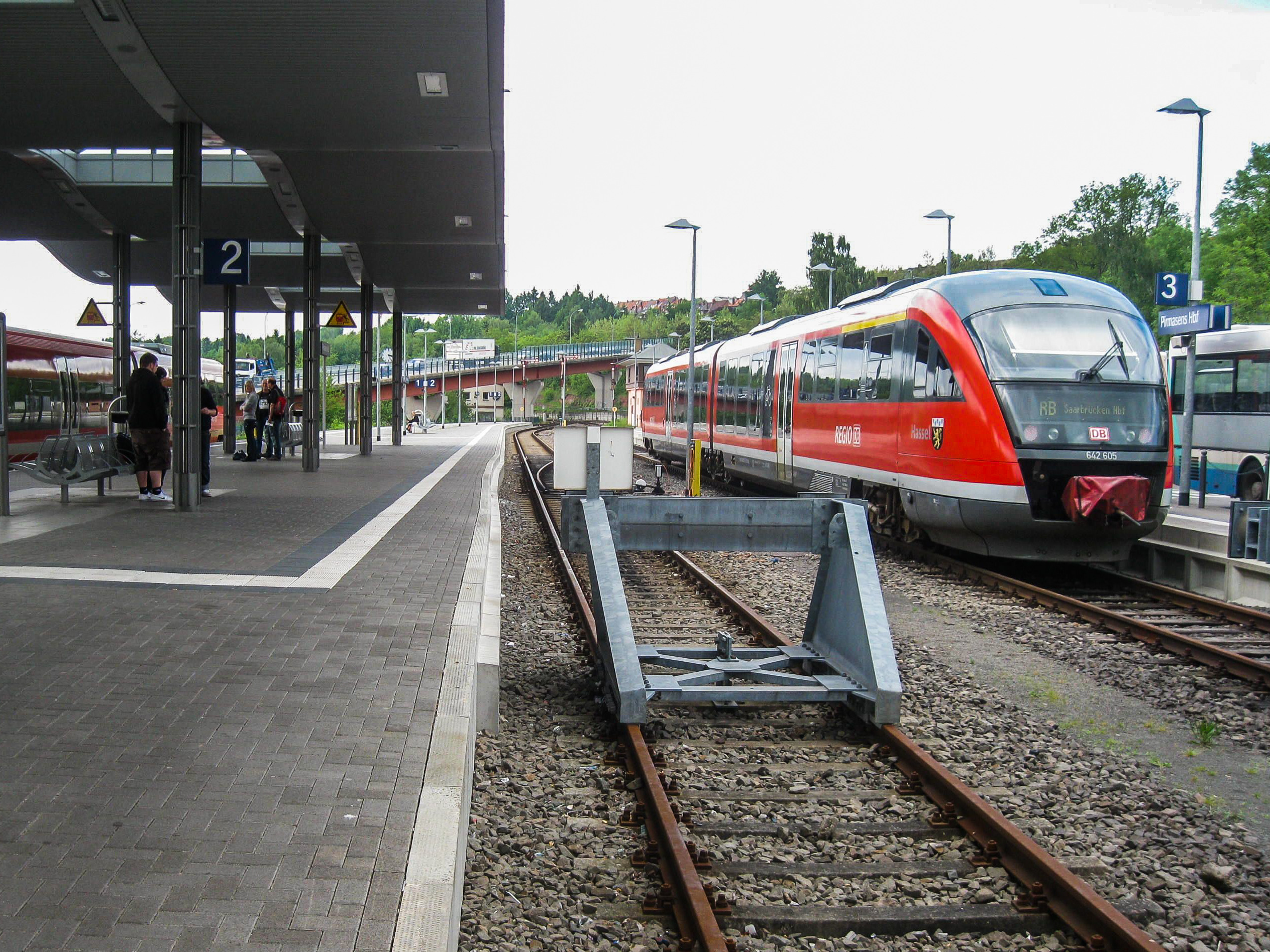
Zug nach Saarbrücken im Jahr 2010

Erst mit der Regionalisierung des Schienenpersonennahverkehrs in Deutschland gelangten ab 1994 mehrere Zug-Linien in den Bahnhof. Diese Regionalbahnen fahren von Pirmasens Nord aus über Kaiserslautern weiter über die Biebermühlbahn, während die Regionalbahnen nach Saarbrücken über Zweibrücken und Rohrbach (Saar) über die Bahnstrecke Landau–Rohrbach durchgebunden werden. Ab Rohrbach führen sie über die Bahnstrecke Mannheim–Saarbrücken, halten zwischen Rohrbach und Saarbrücken jedoch lediglich in St. Ingbert und Saarbrücken Ost. Vereinzelt halten die Züge auch in Scheidt.
Die Regionalbahnen nach Landau (Pfalz) müssen in Pirmasens Nord „Kopf machen“. Von 1994 an bis 2002 existierte auch eine Regional-Express-Linie RE 4 über Kaiserslautern Hbf nach Bingen am Rhein. Der Zug wurde über die Alsenztalbahn durchgebunden und benutzte ab Bad Münster am Stein die Nahetalbahn. Seither enden die Züge jedoch in Kaiserslautern, und es muss nach Bingen am Rhein umgestiegen werden.

#### Regionalbahnlinien
Im Schienenpersonennahverkehr enden und beginnen im Pirmasenser Hauptbahnhof folgende Regionalbahnlinien:
| Linie                    | Linienverlauf                                                                 | Takt   |
| ------------------------ | ----------------------------------------------------------------------------- | ------ |
| RB 55                    | Pirmasens – Pirmasens Nord – Hinterweidenthal – Annweiler am Trifels – Landau | 60 min |
| RB 64                    | Pirmasens – Pirmasens Nord – Waldfischbach – Kaiserslautern                   | 60 min |
| RB 68                    | Pirmasens – Pirmasens Nord – Zweibrücken – St. Ingbert – Saarbrücken          | 60 min |
| Stand: 10. Dezember 2023 |                                                                               |        |

### Güterverkehr
Bedingt durch die Pirmasenser Schuhindustrie besaß der Bahnhof einst ein hohes Güteraufkommen. Seit ihrem Niedergang sank das Aufkommen deutlich.
Um die Jahrtausendwende kam der Güterverkehr nach Pirmasens komplett zum Erliegen, obwohl die entsprechenden Güterzüge bis zuletzt sehr viele Wagen umfassten. Zuletzt wurden die Wagen zusammen mit denen aus Zweibrücken in Pirmasens Nord vereinigt, um anschließend nach Kaiserslautern zu gelangen. In den 1980er Jahren bediente vormittags ein Nahgüterzug vom Rangierbahnhof Einsiedlerhof an der Bahnstrecke Mannheim–Saarbrücken den Pirmasenser Güterbahnhof. Der Bahnpost- und der Güterbahnteil des Bahnhofes sind zwischenzeitlich demontiert worden.

### Stadtverkehr
Im städtischen Nahverkehr war der Hauptbahnhof zunächst ab 1905 durch die Straßenbahn Pirmasens mit der Innenstadt verbunden, die schließlich 1943 durch den Oberleitungsbus Pirmasens abgelöst wurde. Seit 1967 wiederum wird der Bahnhof durch die Omnibusse der Stadtwerke Pirmasens Verkehr GmbH bedient.